# Viciria equestris
Viciria equestris är en spindelart som beskrevs av Simon 1903. Viciria equestris ingår i släktet Viciria och familjen hoppspindlar. Utöver nominatformen finns också underarten V. e. pallida.